# 凱莉·羅巴克
凱莉·伍爾·羅巴克（英語：Kelly Wholey Rohrbach，1990年1月21日—）是一名美國女模特兒和演員。較知名的是於2015年登上《運動畫刊》，以及於2017年在電影《海灘救護隊》中飾演C·J·帕克。

## 早期生活
凱莉·羅巴克出生於紐約市，並於康涅狄格州格林尼治長大。母親安妮（Anne）的娘家姓為伍爾（Wholey），而父親克萊·羅巴克（Clay Rohrbach）則是名瑞士裔的金融家。她曾就讀格林尼治學院。
羅巴克為格林威治學院參加高爾夫球比賽，並為喬治城大學贏得運動獎學金，後也在喬治城大學持續打高爾夫球。她於2012年畢業於喬治城大學戲劇系，並就讀了倫敦音樂與戲劇藝術學院。

## 職業生涯
羅巴克曾在多部電視劇中出演小角色，包括《另類家庭》（2013年）、《男人兩個半》（2013年）、《妙女神探》（2013年至2014年）和《逍遙神醫》（2014年）。
在好萊塢工作了兩年後，羅巴克開始從事模特兒的工作。她曾現身於蓋璞的2014年假日營銷活動，以及2015年的老海軍牛仔褲活動。2015年，她登上了《運動畫刊》的泳裝特輯，並被評為「年度最佳新秀」。
羅巴克於2016年1月加入電影《海灘救護隊》的演出，並在片中飾演C·J·帕克一角，該片改編自1989年同名電視劇，並定於2017年5月25日在美國上映。2017年9月11日，她加入伍迪·艾倫執導電影《紐約的一個雨天》的演出；在此前，她也曾在艾倫的《咖啡·愛情》中飾演一名未掛名的角色。

## 個人生活
羅巴克於2015年與演員李奧納多·狄卡皮歐交往。2019年，她與律師兼沃尔顿家族繼承人史都華·沃爾頓結婚。

## 作品列表

### 電影
| 年份 | 標題                   | 角色                 | 附註   |
| ---- | ---------------------- | -------------------- | ------ |
| 2012 | 《Wilt》               | 貝緹麗彩（Beatrice） |        |
| 2015 | 《My Last Film》       | 艾許莉（Ashley）     | 短片   |
| 2016 | 《咖啡·愛情》          |                      | 未掛名 |
| 2017 | 《海灘救護隊》         | C·J·帕克             |        |
| 2018 | 《瞞天過海：八面玲瓏》 | 自己                 |        |
| 2019 | 《纽约的一个雨天》     | 泰莉（Terry）        |        |

### 電視
| 年份      | 標題                    | 角色                                                           | 附註                                       |
| --------- | ----------------------- | -------------------------------------------------------------- | ------------------------------------------ |
| 2013      | 《另類家庭》            | 安柏（Amber）                                                  | 單集："Dairy Queen"                        |
| 2013      | 《男人兩個半》          | 安柏（Amber）                                                  | 單集："Big Episode: Someone Stole a Spoon" |
| 2013–2014 | 《妙女神探》            | 夏洛特·「查莉」·漢森警官（Officer Charlotte "Charlie" Hansen） | 2集                                        |
| 2013–2015 | 《The PET Squad Files》 | 潔恩·鄧肯（Jayne Duncan）                                      | 主要演員；12集                             |
| 2014      | 《逍遙神醫》            | 年輕的辣妹                                                     | 單集："Pilot"                              |
| 2014      | 《Love is Relative》    | 艾蜜莉（Emily）                                                | 電視電影                                   |
| 2015      | 《呆逼還願人》          | 貝絲（Beth）                                                   | 單集："The Unholy Trinity"                 |
| 2016      | 《大城小妞》            | 愛麗絲·艾克曼（Alice Ackerman）                                | 單集："Philadelphia"                       |
| 2017      | 《爆笑女警》            | 勞拉·艾許莉（Laura Ashley）                                    | 單集："License to Drill"                   |
| 2019      | 《黃石公園》            | 凱西迪·里德（Cassidy Reid）                                    | 4集                                        |

## 外部連結
- 凱莉·羅巴克在互联网电影资料库（IMDb）上的資料（英文）
- 凱莉·羅巴克的X（前Twitter）
- 凱莉·羅巴克的Instagram帳戶
- 凱莉·羅巴克的Facebook專頁
- 凱莉·羅巴克在guhoyas.com上
- 凱莉·羅巴克（页面存档备份，存于）在Models.com上
- 凱莉·羅巴克（页面存档备份，存于）在運動畫刊泳裝特輯上